# Monnaie grecque antique
Pour les articles homonymes, voir Monnaie (homonymie).

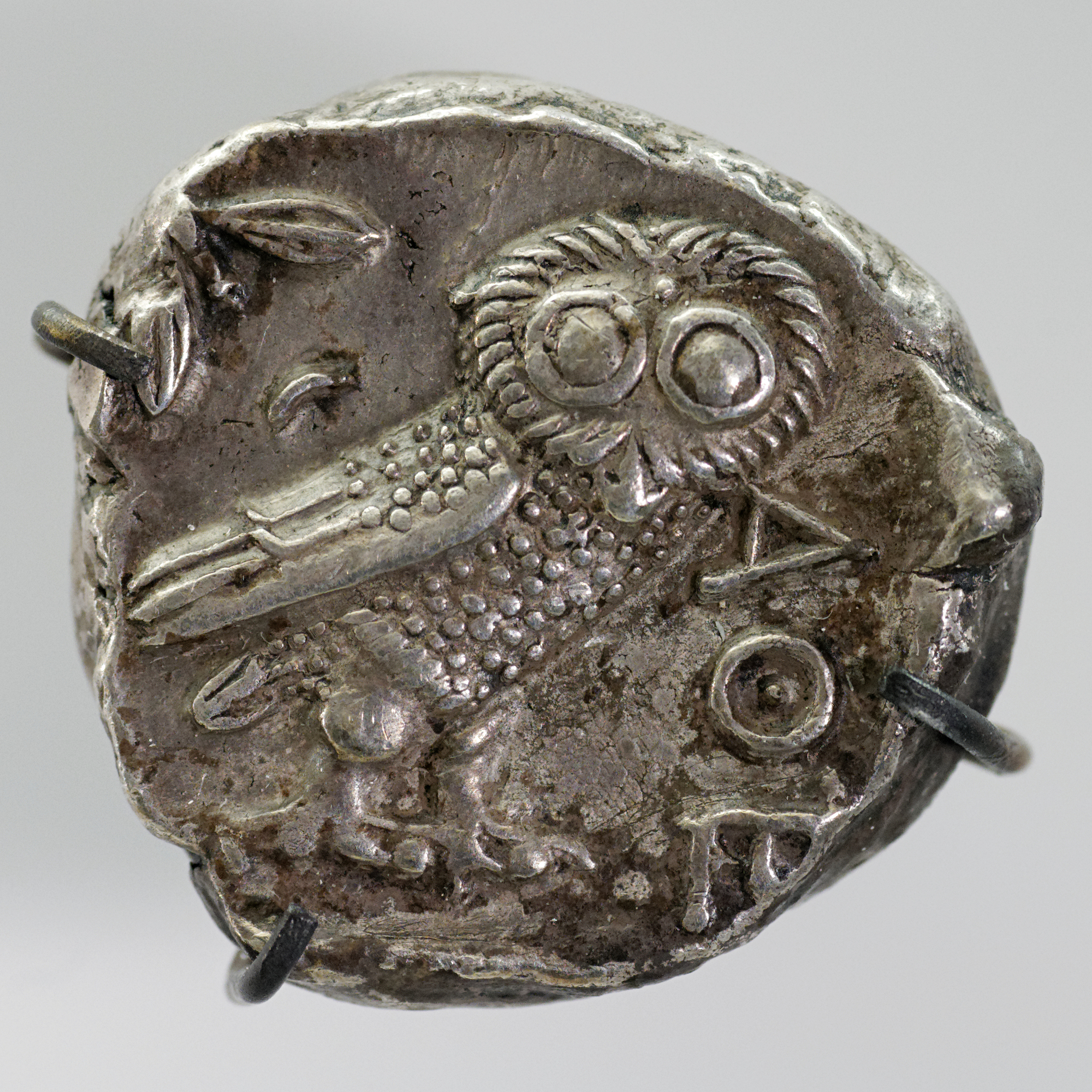
Tétradrachme d'argent frappé par Athènes, vers 450 av. J.-C., revers : chouette (emblème de la déesse Athéna, protectrice de la cité) à droite et tête de face, rameau d'olivier et croissant de lune, inscription ΑΘΕ, abréviation du mot ΑΘHNAIΩN que l'on peut traduire par « venant des Athéniens ».

Les monnaies grecques antiques sont un témoignage à la fois abondant et varié de la civilisation grecque. Apparue en Asie Mineure à la fin du VIIe siècle av. J.-C., la frappe monétaire est rapidement adoptée par les Grecs et se développe dans l'ensemble de leur sphère d'influence, de l'Égypte à l'Espagne en passant par la mer Noire.

## Techniques de fabrication

### Fabrication
La première étape de fabrication de la monnaie consiste à obtenir des métaux précieux. Le premier utilisé chronologiquement pour frapper monnaie est l'électrum, un alliage d'or et d'argent ; les monnaies d'or et d'argent apparaissent vers 550 av. J.-C. et celles de bronze, tout à la fin du Ve siècle av. J.-C.. Le métal doit être raffiné pour parvenir au titre requis. Aux époques archaïques et classiques, on utilise des métaux de très bon aloi, supérieur à 980/1000e. À l'époque hellénistique, les métaux sont souvent altérés ; ainsi, les monnaies d'argent des Séleucides et des Ptolémées atteignent jusqu'à 50 % de cuivre au Ier siècle av J-C .
Le métal est ensuite débité en flans, qui supporteront la frappe. Plusieurs techniques peuvent être utilisées pour ce faire. Les plus anciennes monnaies retrouvées sont de forme irrégulière et bombée ; ce sont probablement de grosses gouttes de métal en fusion versées sur une surface plane et laissées à refroidir. Il est également possible, comme c'est le cas à Athènes, de découper en rondelles, avec des cisailles, une barre de métal préalablement façonnée au marteau ; le flan est ensuite aplati à coups de marteau. La forme rectangulaire de certaines pièces indo-grecques s'explique probablement par une variante de cette méthode, consistant à découper le flan dans une tôle de métal. La technique la plus répandue consiste à fondre le métal dans des moules. On en a retrouvé des exemplaires en calcaire à Paphos, qui permettent de couler « en chapelet » : les cavités sont reliées par de petits canaux. Une fois le métal refroidi, il faut couper puis limer les bandes de métal qui relient une pièce à l'autre. Beaucoup de pièces présentent des petits défauts (tenons de coulée mal limés, barbes sur la tranche, bourrelets) qui permettent d'identifier la technique utilisée pour la production des flans.
Une fois le flan formé, il convient de le peser. Pour les monnaies d'or, et sans doute aussi d'argent, le contrôle se fait pièce par pièce ; les monnaies de bronze sont pesées en vrac : on vérifie simplement le nombre de pièces correspondant à un poids donné. Les pièces trop lourdes sont rognées.

### Les pièces

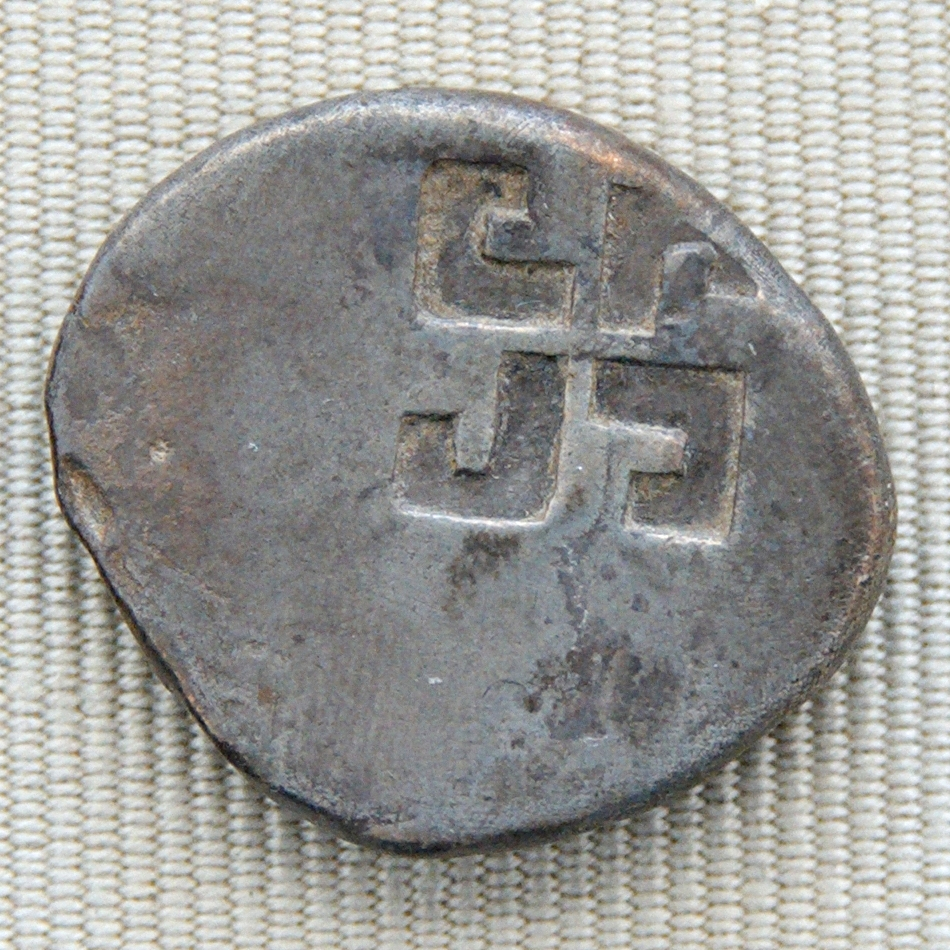
Revers d'un tétradrachme corinthien, vers 515 av. J.-C. : empreinte d'un carré en creux.

La frappe recourt à des matrices gravées en creux, les coins, qui portent les types (motifs) monétaires. Pour chaque pièce, il en faut deux, l'un de droit, formant l'avers, et l'autre, le revers. Quelques inventaires mentionnant les outils du monnayage montrent que le nombre de coins de revers est plus élevé que celui des coins de droit, parce que leur usure est plus importante. Peu de coins ont été conservés à l'époque moderne : ils étaient détruits après usage pour éviter le faux monnayage, ou regravés pour réutilisation. En outre, il apparaît difficile de départager les exemplaires authentiques des faux antiques ou modernes, utilisés pour produire des imitations de pièces antiques. Au début du XXe siècle, le faussaire Constantin Christodoulos a ainsi réalisé plus de 500 types monétaires, dont une partie des coins, retrouvés en 1991, restent aujourd'hui dans des mains privées.
Les coins sont en bronze, en acier ou en fer. Leur gravure requiert un savoir-faire certain, puisqu'il s'agit de réaliser en creux, sur une surface réduite et sans outil de grossissement optique, un type monétaire parfois très complexe. Très peu d'artisans signent leur œuvre ; le principal cas connu est celui d'Euainétos, auteur d'un type de décadrachme d'argent représentant la tête de la nymphe Aréthuse entourée de dauphins. Le type monétaire choisi par le pouvoir émetteur est d'une grande stabilité à travers les époques et laisse peu de latitude d'expression au graveur. Les cités reprennent leur épisème (signe distinctif) : la chouette pour Athènes, la pomme (mēlos en grec) pour l'île de Mélos, Pégase pour Corinthe, l'épi de blé pour Métaponte, la tortue à Égine, etc. À l'origine, seul le coin de droit (dormant) est gravé. Le coin de revers (mobile) est un simple poinçon, destiné à bien maintenir le flan en place pendant la frappe ; son empreinte est généralement une sorte de carré en creux, caractéristique des pièces archaïques. Une préoccupation similaire explique probablement l'apparition du grènetis (cordon de petit grains en relief qui entourent la pièce) sur le droit : il s'agit d'empêcher la fuite du métal sur les côtés.
En plus du type principal, beaucoup de monnaies portent de petites marques en creux. Les graffitis, inscrits ou gravés à la main, sont probablement des marques de propriété ajoutées par le propriétaire sur des pièces destinées à être thésaurisées. En revanche, les estampilles sont imprimées d'un coup de poinçon ; les motifs varient de formes simples (croissant de lune, croix) à des éléments décoratifs élaborés (triskèles, têtes humaines, etc.). On ignore leur fonction exacte ; peut-être étaient-elles utilisées par des changeurs ou des comptables.

### La frappe

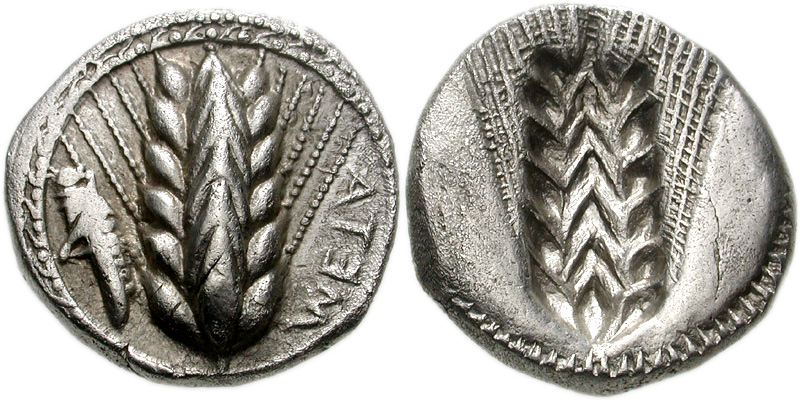
Nomos d'argent de Métaponte, vers 470-440 av. J.-C. ; droit : épi de blé en haut relief, revers incus.

Les monnaies grecques sont frappées, le moulage restant exceptionnel. Le coin de droit (dit aussi coin dormant ou pile) est enchâssé dans une enclume. Le monnayeur tient dans la main gauche (s'il est droitier), le coin de revers (coin mobile ou trousseau), qui est de même diamètre que la pièce à produire, et dans la main droite un marteau. La frappe consiste donc à placer un flan sur le coin dormant, à positionner le trousseau sur l'autre face, puis à frapper. Dans quelques cas particuliers, surtout en Grande Grèce, les coins sont gravés en relief, ce qui produit des monnaies portant une empreinte en creux ; on parle de monnaies incuses. Plusieurs cités assez proches, Tarente, Métaponte ou Sybaris, ont ainsi produit des pièces présentant le même type sur les deux faces, l'un en relief, à l'avers, et l'autre en creux dit « incus », au revers.
L'opération requiert un certain soin de la part du monnayeur : d'abord, il faut bien aligner l'axe du coin de revers sur celui de droit. Ensuite, la frappe à proprement parler exige force et précision, d'autant qu'un seul coup n’est pas toujours suffisant pour obtenir une bonne empreinte. Si le flan ou le coin de revers glisse pendant la frappe, la monnaie porte deux empreintes (voire plus) légèrement décalées. Si le coin de revers n'est pas bien vertical, la frappe risque de déplacer le coin de droit : le type est alors décentré. On dit qu'elle est tréflée. Il arrive aussi, mais plus rarement, qu'une pièce reste collée au coin de revers à l'insu du monnayeur et vienne poinçonner le flan suivant, qui se retrouve accidentellement incus.

## L'époque archaïque

### L'apparition des pièces de monnaie

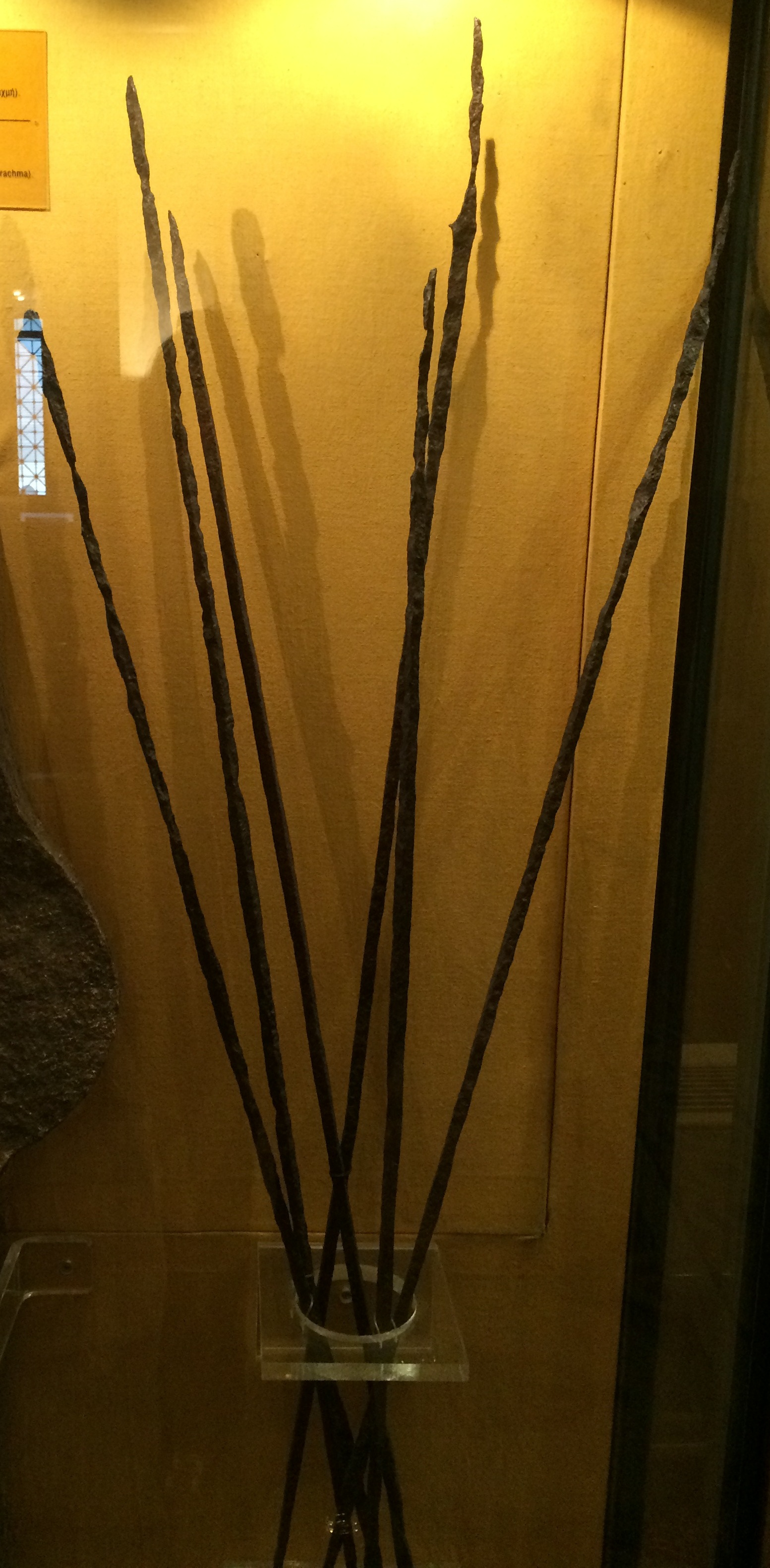
Broches (obeloi) en fer provenant de l'Héraion d'Argos, ayant probablement une fonction monétaire. Musée numismatique d'Athènes.

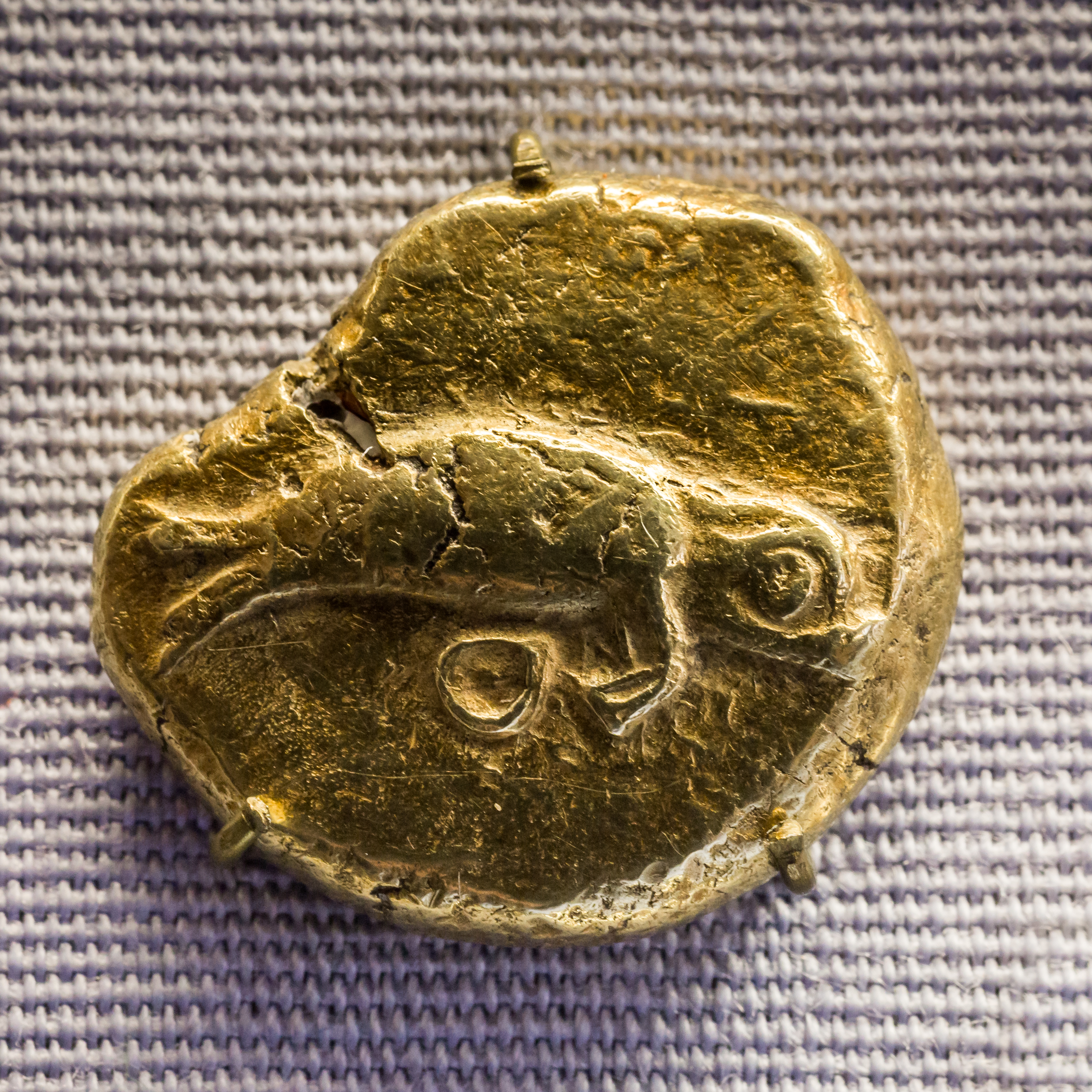
Statère d'électrum avec un phoque, Phocée, vers 620--520 Staatliche Münzsammlung, Munich.

Avant l'invention des pièces de monnaie plusieurs choses ont pu servir d'intermédiaire d'échanges et d'étalon et de réserve de valeur, c'est-à-dire les fonctions économiques d'une monnaie. Dans les épopées homériques, la valeur est souvent mesurée en têtes de bétail, qui servent aussi de moyen de paiement. Dans les premiers textes de lois connus provenant de Crète, la valeur des amendes est exprimée en chaudrons de bronze (objets qui servent souvent d'offrandes aux dieux). Il est possible que les broches en bronze et en fer qui se retrouvent sur des sites archéologiques depuis les débuts de l'âge du fer remplissent certaines fonctions de la monnaie, leur nom grec, obeloi, désignant par la suite un type de pièce de monnaie (l'obole), et que des sortes de lingots ou globules de métal non marqués aient également eu un usage similaire. Ces biens semblent employés, dans le contexte des communautés civiques, pour des récompenses de concours, des dots, des amendes, plutôt que pour des transactions. La valeur des objets en métal est alors directement liée à leur poids, comme cela est courant dans les civilisations antiques (la monnaie « pesée »). Il n'existe manifestement pas encore d'instrument d'échanges standardisé, de telle sorte que n'importe quel objet en métal peut potentiellement servir de moyen de paiement.

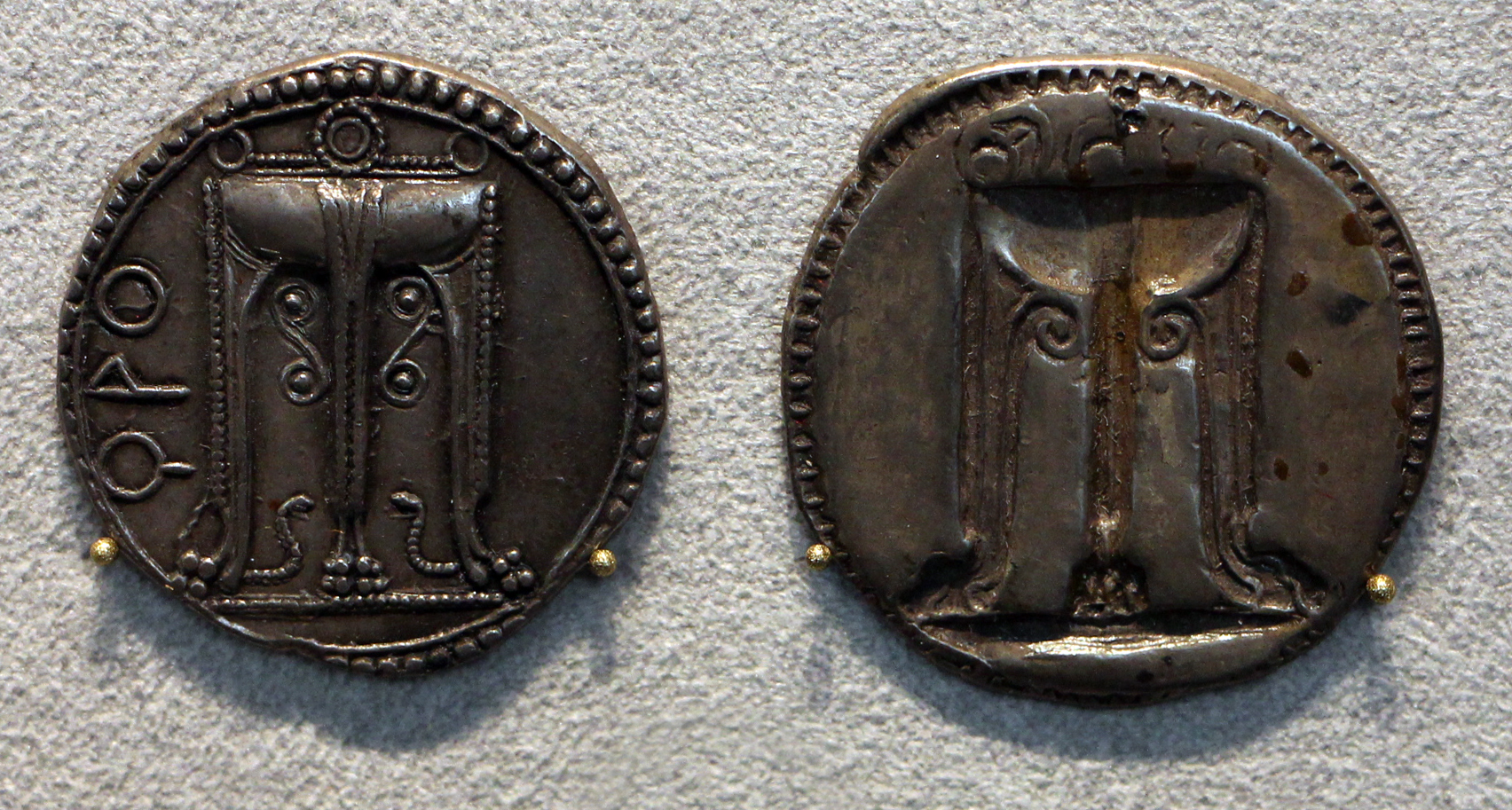
Statère en argent de Crotone, v. 530-500 av. J.-C. Altes Museum.

La situation évolue quand les premières pièces de monnaie frappées par une autorité officielle apparaissent, probablement en Asie Mineure dans la seconde moitié du VIIe siècle. L'origine la plus communément admise est le royaume de Lydie, en accord avec la tradition antique, mais les cités grecques de la région l'adoptent dans la foulée. Les plus anciens trésors monétaires connus proviennent de l'Artémision d'Éphèse (voir plus bas). Cette forme de monnaie se diffuse en Grèce, Égine en émettant, en argent, dès 580-570, puis Corinthe, Athènes et d'autres juste après, en Grande Grèce, en Cyrénaïque, à Chypre. À la fin de la période archaïque, environ une centaine de cités frappent des pièces de monnaie, surtout en argent, avec des types les identifiant (la tortue d'Égine, la chouette d'Athènes, le phoque de Phocée, etc.), selon des étalons divers,,.
Les causes de l'apparition des pièces de monnaie frappées et de leur diffusion rapide sont discutées. L'explication la plus intuitive pour un Moderne est leur intérêt pratique comme intermédiaire d'échanges. Il a été objecté à cela que les plus anciennes dénominations ont une valeur trop importante pour un tel usage, mais on a relevé la présence de petites dénominations se prêtant mieux à un emploi dans les échanges locaux en Asie Mineure dès le milieu du VIe siècle, et dans les autres cités grecques par la suite. La circulation de pièces de cités réputées pour leur rôle commercial (Égine) dans des régions éloignées de leur lieu d'émission résulte probablement d'opérations commerciales. Parmi les explications alternatives, plus en lien avec le domaine politique, il est envisagé que les premières pièces aient été un moyen de paiement standardisé pour les dépenses publiques, notamment le règlement des salaires de mercenaires par les rois de Lydie, ou pour l'exercice de fonctions publiques dans les cités (services politiques, militaires, judiciaires),. Sans être forcément révolutionnaire, l'introduction de la pièce de monnaie frappée facilite assurément les échanges, sa diffusion rapide semblant refléter le fait qu'elle répond à une demande dans un monde méditerranéen de plus en plus connecté et prospère. Elle offre une manière très pratique de mesurer et de comparer la valeur de biens ou de services.

### En Asie Mineure

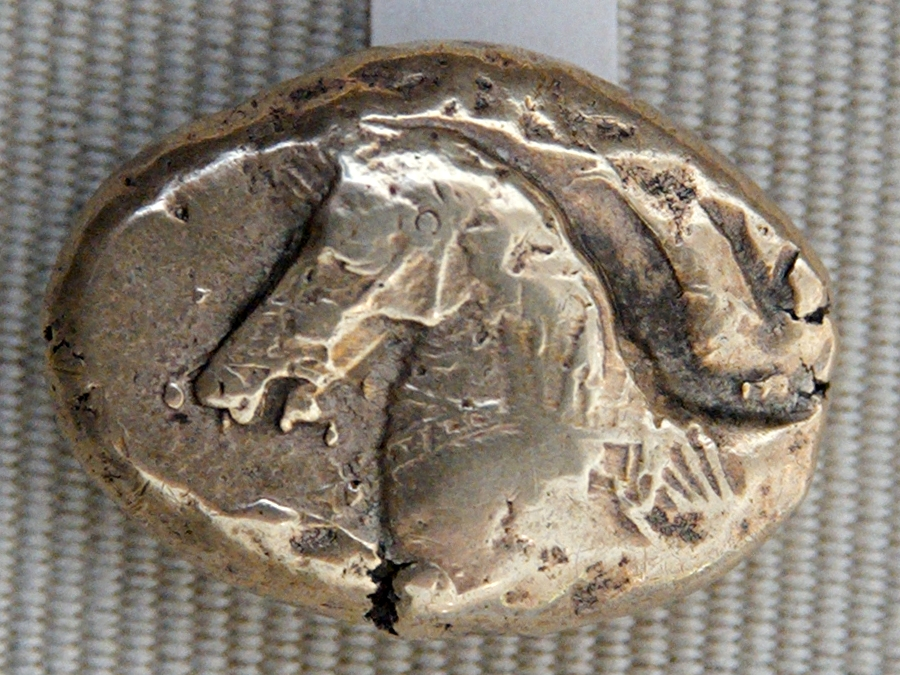
Statère d'électrum ionien, vers 600-580 av. J.-C., droit : tête de cheval

La monnaie de type grec naît en Asie Mineure à la fin du VIIe siècle av. J.-C. Les Grecs eux-mêmes en attribuent souvent l'invention aux Lydiens, dont la capitale, Sardes, est traversée par le fleuve Pactole, qui charrie naturellement de l'électrum.
Les différentes campagnes de fouilles du temple d'Artémis à Éphèse ont permis de mettre au jour plusieurs monnaies différentes qui illustrent la naissance de la monnaie. Certaines, sans type, sont de simples globules en argent ou en électrum, sans marque, mais qui relèvent d'un système de poids précis ; d'autres, toujours sans type, portent simplement un carré creux ; les dernières sont striées au droit et portent un carré creux au revers. Ces « pré-monnaies » peuvent être datées du milieu du VIIe siècle av. J.-C. L'Artémision a également livré de véritables monnaies en électrum, portant un type sur fond strié ou sur fond droit ; on a décompté en tout treize types : têtes de lion, de sanglier, de griffon ou de phoque, protomé de cerf, tête humaine, coqs affrontés, etc. Le type de la tête de lion peut se rattacher aux rois lydiens, celui de la tête de phoque à Phocée et celui du lion couché à Milet ; les autres attributions sont plus conjecturales. L'ensemble se rattache à deux étalons monétaires différents, l'un qu'on peut qualifier de lydo-milésien (un statère pèse 14,1 g) et l'autre phocaïque (un statère pèse 16,1 g). L'ensemble témoigne de l'aire d'influence de l'Artémision à l'époque, qui s'étend sur 70 km environ autour d'Éphèse. Un trésor provenant de la région de l'Hellespont a livré d'autres types de monnaies en électrum, de très petite taille (la plus lourde pèse un demi-gramme). Un autre, découvert à Samos en 1894, révèle un troisième étalon monétaire, où le statère pèse 17,4 g.
Ces pièces en électrum ont pour principal handicap d'être composées dans un alliage dont la composition varie, notamment parce qu'une partie est réalisée en électrum naturel. De fait, il est abandonné lors de la conquête perse et ne subsiste ensuite que dans quelques cités, Mytilène, Phocée, Lampsaque et Cyzique.

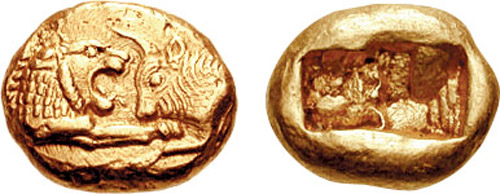
Créséide d'or légère, 561–546 av. J.-C.

Les premières monnaies en or et en argent portent au droit une tête de taureau et une tête de lion affrontées et au revers deux carrés creux accolés. On leur donne conventionnellement le nom de « créséides », dérivé de celui de Crésus, d'après l'expression « statère créséen » attestée chez Plutarque et Pollux. Les créséides d'or et d'argent pèsent le même poids (10,89 g) et portent le même type ; elles se déclinent en sixièmes, les hectés d'or, et en douzième, les hémihecta d'argent. Une créséide d'or vaut un statère lydo-milésien d'électrum et 13 créséides d'argent. On parle de créséide « lourde », car elle est ensuite remplacée, peut-être pour simplifier le change, par une créséide dite « légère » : une créséide légère d'or pèse 8,7 g, et vaut 20 créséides légères d'argent, lesquelles à leur tour valent un demi-statère d'électrum.

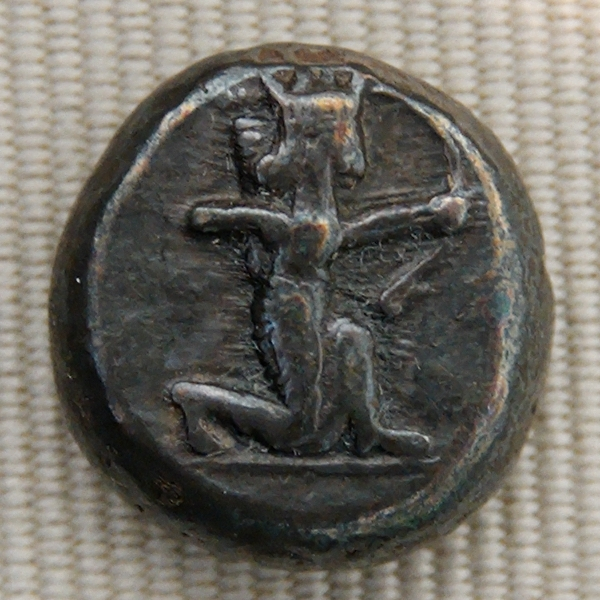
Sicle d'argent de Darius Ier, vers 500-490 av. J.-C., droit : le roi tirant à l'arc

Sous le règne de Darius Ier, sans doute un peu avant 500 av. J.-C., ces monnaies sont remplacées par les dariques d'or et les sicles d'argent, qui reprennent d'abord le même étalon que les créséides légères. Le droit porte toujours une représentation du Grand Roi et le revers, un carré creux. On distingue plusieurs types de droit, chronologiquement :
1. le Grand Roi à mi-corps portant un arc, uniquement en argent ;
2. le Grand Roi tirant à l'arc, principalement sur des sicles ;
3. le Grand Roi courant, tenant un arc et une lance ;
4. le Grand Roi courant, tenant un arc et un, principalement sur des sicles.

À partir du type II, le darique passe à 8,35 g. Sicles et dariques sont frappés à Sardes et sont destinés à l'Ouest de l'Empire, c'est-à-dire l'Anatolie. Si les sicles circulent effectivement, les dariques sont plutôt considérés comme des réserves de métal et les Perses conservent longtemps l'habitude de peser des métaux précieux pour régler leurs transactions. Ainsi, les trésors achéménides comportent des monnaies découpées pour en ajuster le poids, ou cisaillées pour vérifier qu'il ne s'agit pas de monnaies fourrées (simplement recouvertes de métal précieux).
Parallèlement au monnayage royal, les vassaux de l'Empire perse frappent également monnaie, peut-être dans le but de payer le tribut. Celles de Lycie, portant au revers un triskèle ou un tétraskèle, attestent assez tôt de l'existence de dynastes locaux. Chypre et la Cyrénaïque émettent également des monnaies d'inspiration grecque. En revanche, la Pamphylie, la Cilicie et la Phénicie n'émettent pas de monnaies avant le milieu du Ve siècle av. J.-C. ; les monnayages de Carie sont rares et mal attestés avant Mausole. La Palestine et l'Égypte ne produisent pas non plus de frappes avant l'époque hellénistique.
Les cités grecques d'Asie Mineure émettent également des monnaies d'argent. À partir de 495 av. J.-C., Chios produit des didrachmes au sphinx assis. À partir de 480, Samos émet des tétradrachmes à scalp de lion au droit et à la protomé de bœuf au revers et Lampsaque, des drachmes à la tête janiforme mâle et femelle au droit et à la tête d'Athéna au revers. L'île de Ténédos émet des dioboles à la têre janiforme ou à la double hache. L'île de Rhodes comprend pas moins de trois ateliers monétaires, chacun utilisant un étalon différent : Camiros (feuille de figuier), reprend l'étalon éginétique (un didrachme = 12,2 g), alors que le statère de Lindos (tête de lion) pèse 13,7-13,8 g et que celui de Ialysos (sanglier ailé/tête d'aigle) atteint 15 g.

### En Grèce continentale et en Égée

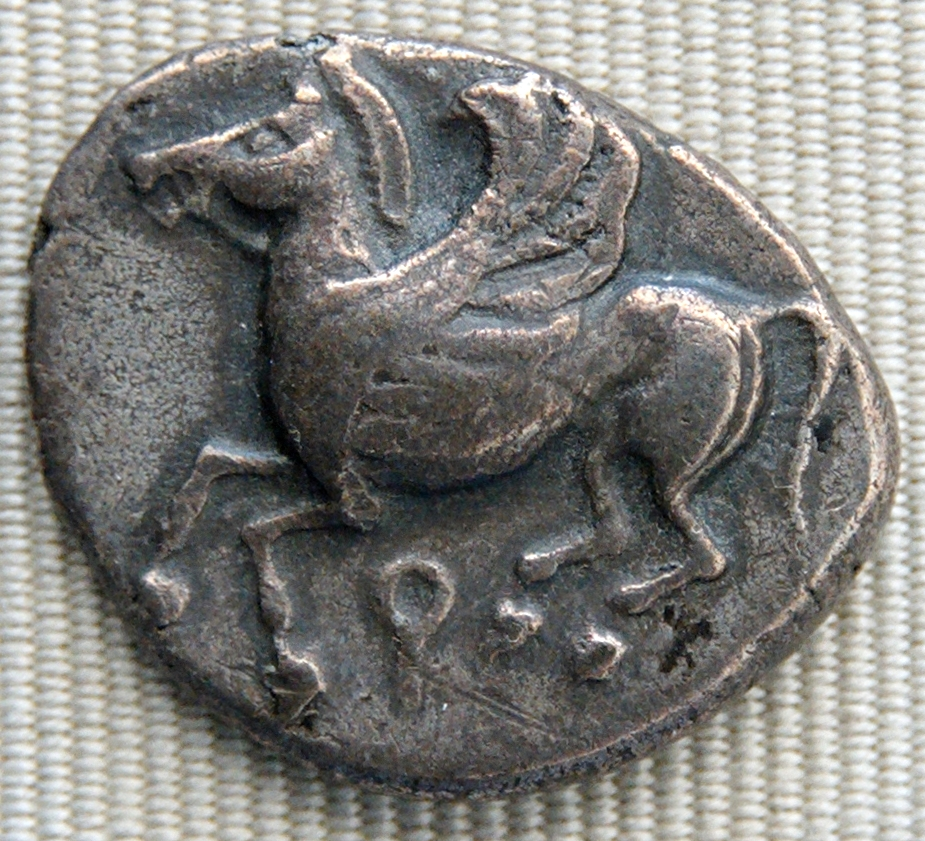
« Poulain » corinthien, vers 515 av. J.-C.

À Égine, les premières frappes monétaires attestées datent du troisième quart du VIe siècle av. J.-C. Les monnaies sont majoritairement des statères (didrachmes) pesant 12,6 g et portent le type de la tortue marine avec en revers un carré creux en Union Jack ou en ailes de moulin. Le trésor de Santorin (Théra) montre que cet étalon et ce style sont produits ailleurs en Égée.
À Athènes, les premières monnaies athéniennes sont probablement frappées sous Pisistrate et ses fils, à la fin du VIe siècle av. J.-C. Elles se décomposent en deux séries distinctes reposant sur un même étalon où la drachme de 4,3 g est, comme à Égine, divisée en six oboles – Athènes conservera cet étalon jusqu'au Ier siècle av. J.-C.. La première recouvre des drachmes et didrachmes à types divers : amphore, chouette, tête de Gorgone, etc. On parle traditionnellement de Wappenmünzen ou « pièces à blason » : la première interprétation, abandonnée depuis, voyait dans ces types les blasons des grandes familles athéniennes. Vers la fin de cette série apparaissent des monnaies de poids double, les tétradrachmes, portant au droit une tête de félin, sans doute de panthère. Un peu après, à une date qui reste sujette à débat, Athènes adopte son célèbre type portant une tête d'Athéna casquée, protectrice de la cité, au droit et la célèbre chouette (d'où leur surnom traditionnel de « chouettes »), emblème de la déesse, au revers, entourée du rameau d’olivier et des lettres ΑΘΕ. Produites en abondance, ces monnaies sont réalisées en argent extrait des mines du Laurion.
En Eubée, le premier type est probablement celui des statères de Chalcis portant un quadrige, pesant 16,72 g et se divisant probablement en tiers et sixièmes. Érétrie et Carystos produisent également un statère légèrement plus lourd portant tous deux une vache au droit. Vers 520 ou 510 av. J.-C., le revers en carré creux est remplacé par un poulpe pour Érétrie et un coq pour Carystos, alors que Chalcis frappe des monnaies avec un aigle au droit et une roue au revers.
Corinthe adopte d'emblée Pégase comme épisème, d'où le surnom de « poulains » donné à ces monnaies ; le cheval ailé est accompagné de la lettre archaïque qoppa (ϙ). Le revers comporte d'abord un carré creux comme à Égine, puis adopte un motif propre en swastika. Certains de ces monnaies sont des surfrappes : des didrachmes athéniens, en particulier des Wappenmünzen à la tête de Gorgone, servent de flan aux statères corinthiens à revers en swastika. Le type au gorgoneion étant parmi les plus récents des Wappenmünzen, il est possible que la frappe athénienne ait commencé un peu avant celle de Corinthe. Inversement, des monnaies incuses de Métaponte et Crotone, en Grande Grèce, sont possiblement des surfrappes de « poulains » archaïques.
En Béotie, les monnaies, probablement inspirées par les « tortues » d'Égine, portent le plus souvent au droit le bouclier dit béotien, c'est-à-dire ovale, bombé, avec deux ouvertures latérales, symbole de la Confédération béotienne. Elles suivent le poids éginétique. Les plus anciennes sont anépigraphes et présentent au revers un carré creux en ailes de moulin.
En Grèce du Nord, les cités littorales issues de la colonisation émettent des monnaies à partir de 530-520 av. J.-C. Elles présentent des types complexes, d'inspiration orientale et bien réalisés techniquement, comme le lion attaquant le taureau sur des tétradrachmes de poids attique à Acanthe, ou le griffon sur des octodrachmes à Abdère. Les peuples de l'intérieur frappent également des monnaies de style grec dans un argent très pur. Les Bisaltes, Ichnai, Derrones, Orreskioi, Edones, Zaielioi, Pernaioi, Dionysioi et Laiai ne sont pas organisés en cités, mais leur fonctionnement politique est mal connu ; ils sont probablement gouvernés par des dynastes locaux et paient tribut à l'Empire achéménide. Leur monnayage, dit thraco-macédonien, comprend un grand nombre de types variés dont le rattachement géographique et l'interprétation demeurent peu clairs.

### Sicile et Grande Grèce

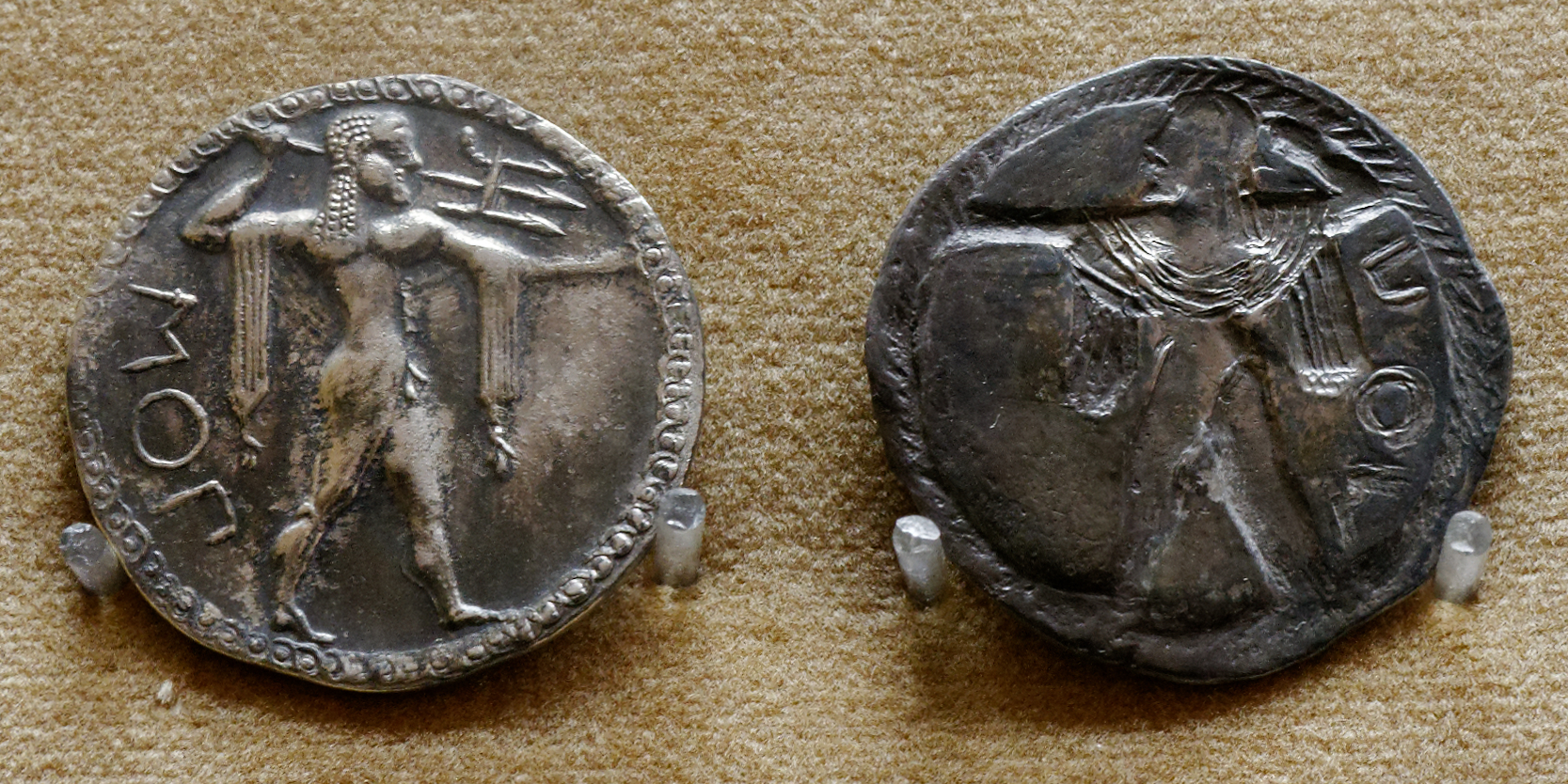
Statère incus de Poseidonia avec Poséidon au trident et légende en lettres rétrogrades, 530-510 av. J.-C., musée national archéologique de Naples

Sélinonte est le principal atelier monétaire en Sicile. Ses monnaies sont généralement qualifiées de didrachmes bien qu'aucune drachme ne semble avoir été frappée à l'époque. Elles arborent le type parlant de la feuille trilobée de persil sauvage (ou de céleri), σέλινον / selinon en grec et pèsent 8,6 g environ, apparemment en référence à l'étalon corinthien. Les monnaies de Zankle (actuelle Messine) sont également parlantes : le droit représente son port en forme de faucille (en grec ζάγκλον / zanklon), à l'intérieur duquel s'inscrit un dauphin avec la légende DANKL en alphabet chalcidien. La cité est en effet une colonie de Chalcis, dont elle reprend l'étalon avec des drachmes de 5,8 g. Himère, elle-même colonie de Zankle, suit également cet étalon pour ses monnaies frappées du coq. La production monétaire de Naxos de Sicile est moindre, mais ses monnaies frappent par la qualité de leur exécution : ses drachmes de 5,8 g environ portent au droit une tête de Dionysos couronné de lierre et au revers une grappe de raisin entre deux feuilles de vigne avec la légende ΝΑΧΙΟΝ. Agrigente émet des didrachmes avec l'aigle au droit et le crabe au revers. Syracuse produit vers 500 av. J.-C. des monnaies complexes avec au droit un quadrige mené par un aurige et au revers la tête de la nymphe Aréthuse, personnification de la source de l'île voisine d'Ortygie.
En Grande Grèce, certaines cités se singularisent par l'émission de monnaies incuses, c'est-à-dire en relief au droit et en creux au revers, sur des flans larges et minces : il s'agit notamment de Tarente, Métaponte, Siris, Sybaris, Crotone, Caulonia et Rhégion sur la mer Ionienne et Poseidonia sur la mer Tyrrhénienne. Les monnaies sont le plus souvent des tridrachmes pesant de 7,8 g à 8 g, portent le type et les premières lettres de l'ethnique de la cité, par exemple Poséidon au trident avec la légende ΠΟΜ en alphabet achéen pour Poseidonia. L'invention et le choix du procédé incus ont suscité diverses explications dont aucune ne recueille l'unanimité. La Grande Grèce pratique également la surfrappe de monnaies étrangères, du continent comme de cités voisines.

## L'époque classique
Le tétradrachme athénien fondu dans l'argent extrait au Laurion est très utilisé à l'époque classique. Ainsi les cités de la ligue de Délos sont nombreuses à ne plus frapper leur propre monnaie pour utiliser celle d'Athènes; de plus des trésors monétaires retrouvés lors de fouilles archéologiques entre Gela, en actuelle Sicile, à l'ouest et Malayer, en actuel Iran, à l'est témoignent d'une utilisation généralisée dans une vaste zone. L'autre atelier monétaire grec majeur de l'époque, Syracuse, importe quant à elle de l'or et de l'argent depuis la Méditerranée occidentale pour frapper. La cité de Sparte pourtant une puissance majeure à l'époque classique, utilise des monnaies étrangères sans frapper la sienne avant le IIIe siècle av. J.-C..
L'utilisation de monnaie n'est cependant pas systématique à cette époque, ainsi que le montre l'exemple de la cité de Thasos, grande exportatrice de vin au IVe siècle av. J.-C.  sans que l'archéologie ne révèle de monnaies d'argent dans les fouilles.
En parallèle des monnaies en métal précieux, le IVe siècle voit se développer l'usage des monnaies en bronze, les chalques valant environ un dixième d'obole. Il s'agit d'une monnaie fiduciaire car la valeur faciale d'une pièce est supérieure à celle du métal qui la compose. Ces monnaies sont initialement peu populaires à Athènes, la cité s'enorgueillissant de la possession des mines du Laurion.
L'étude des alliages de bronze dans les pièces montre en outre une évolution de la proportion d'étain, le composant le plus cher, dont le titre baisse progressivement au profit du plomb, plus économique, au fur et à mesure de son acceptation par la population.
Comme exemples de prix appliqués à l'époque, on peut acheter à Athènes environ 3 L de vin pour 10 oboles, ou environ 40 kg de blé pour 10 drachmes.
| Unité        | Statut                    | Conversion      | Métal              | Poids          |
| ------------ | ------------------------- | --------------- | ------------------ | -------------- |
| Talent       | Unité de compte seulement | 60 mines        | -                  | -              |
| Mine         | Unité de compte seulement | 100 drachmes    | -                  | -              |
| Tétradrachme | Monnaie frappée           | 4 drachmes      | argent             | 17,2 g         |
| Statère      | Monnaie frappée           | 2 drachmes      | argent, parfois or | 12,2 g         |
| Drachme      | Monnaie frappée           | 6 oboles        | argent, parfois or | 4,32 g         |
| Obole        | Monnaie frappée           | 8 à 12 chalques | argent             | 0,72 g         |
| Chalque      | Monnaie frappée           | -               | bronze             | entre 1 et 2 g |

## L'époque hellénistique

### Les monnaies sous le règne d'Alexandre le Grand
La monnaie connaît un changement après les conquêtes d'Alexandre. L'apparition du portrait des souverains sur les monnaies est caractéristique de la période hellénistique. Ils sont souvent associés à des divinités qui renforcent le mythe de la dynastie. Pour Alexandre on retrouve souvent la déesse Athéna Niké, représentant la victoire guerrière. Mais aussi Zeus et Héraclès, renforçant la légende d'Alexandre, fils de Zeus et non de Philippe II.
Deux grands ateliers de production de l'empire sont en Macédoine: Amphiopolis et de la capitale Pella déjà utilisée sous son père Philippe II. Alexandre, fait encore frapper des philippes au début de son règne. Selon l'historien Georges Le Rider, ce n'est qu'à partir de 333 qu'Alexandre commence à imposer son monnayage personnel dans les ateliers de Tarse. Les monnaies d'argent sont frappées après sa victoire d'Issos en 333. Tandis que les statères d'or sont frappées après la prise de Tyr en 332.
L'utilisation de la monnaie est fortement liée au domaine militaire, que ce soit Alexandre qui en ait eu recours personnellement pour payer la solde de ses soldats et mercenaires au cours de ces expéditions militaires. Des administrateurs comme Antipatros en Macédoine devaient aussi envoyer des renforts à l'armée macédonienne ce qui engendrait un coût supplémentaire.
Après la disparition d'Alexandre, ses successeurs continuent de frapper des alexandres. A Pella on frappe des alexandres et des philippes jusqu'en 315 et Amphiopolis jusque sous le règne de Démetrios. Nombreux sont les souverains qui utilise la figure d'Alexandre pour légitimer leur autorité y compris les Romains au début de leur conquête en Grèce, c'est le cas du jeune consul philhellène Titus Quinctus Flamininus. Mais ce numéraire a également  une valeur internationale ce qui est un avantage pour le commerce.  

## Unités
L'étalon attique à l'époque classique est le suivant:
| Chalque (cuivre) | Dichalque (cuivre) | Obole          | Diobole        | Triobole hémidrachme | Tétrobole      | Drachme  | Didrachme double drachme | Tétradrachme statère d'argent | Statère d'or | Mine         | Talent d'argent | Talent d'or |
| ---------------- | ------------------ | -------------- | -------------- | -------------------- | -------------- | -------- | ------------------------ | ----------------------------- | ------------ | ------------ | --------------- | ----------- |
| 1/8 d'obole      | 1/4 d'obole        | 1/6 de drachme | 1/3 de drachme | 1/2 de drachme       | 2/3 de drachme | 6 oboles | 2 drachmes               | 4 drachmes                    | 20 drachmes  | 100 drachmes | 60 mines        | 10 talents  |

La mine et le talent sont des unités de poids, le talent équivalant à un pied cube d'eau ; aucune pièce n'a été frappée avec ces valeurs. L'étalon attique se fonde sur une drachme de 4,32 g. En comparaison, l'étalon éginétique compte 70 drachmes de 6,1 g dans une mine.

## Fouilles archéologiques
L’exploration de Délos, menée par l’École française d’Athènes, recense plus d’une centaine de pièces étrangères sur l’île de Délos, provenant de 28 pays, cités ou îles différentes en particulier sur l’îlot des Comédiens. M. Thompson a identifié des monnaies en argent qui proviennent de la Grèce continentale, et plus particulièrement dont l’argent a été extrait des mines du Laurion, principale source des minerais d’Athènes. Elle a notamment identifié des pièces frappées de différents dieux ou symboles athéniens : Apollon, Athéna casquée, Artémis, le bœuf ou de la chouette. Réna Evelpidou, quant à elle, a identifié des pièces de monnaie d’Asie-mineure. Pour le spécialiste numismatique T. Hackens, cet échantillon ne permet pas d’avoir un « échantillon parfait de la circulation monétaire internationale à Délos ».